# Ирина Никулчина
Ирина Костадинова Никулчина е българска състезателка по биатлон. Състезава се в дисциплините 15 км, 7,5 км и 10 км. Първоначално тренира ски бягане, а след това се преориентира към биатлона. Тренирала е ски бягане при Георги Джолев от 1984 г. до 1998 г. Завършила е НСА – треньорски профил, с втора специалност учител. Нейни треньори в биатлона са Иван Керанджиев, който през 2002 г. става неин съпруг, и Боран Хаджиев.

## Спортни успехи
- Бронзов медал в спринта през 1999 г. в Поклюка.
- Бронзов медал в спринта през 2002 в Руполдинг.
- Бронзов медал от Олимпиадата в Солт Лейк Сити 2002 г. в преследването на 10 км.
- Заедно с Павлина Филипова, Ива Шкодрева-Карагьозова и Екатерина Дафовска заема 4-то място в щафетата 4 х 7,5 км в Солт Лейк Сити 2002 г.